# Emboscada de Soloheadbeg
L'emboscada de Soloheadbeg va ser una emboscada a un transport de gelignita, realitzat Soloheadbeg, al comtat de Tipperary (Irlanda), el 21 de gener de 1919, en el qual van morir dos policies. És considerat el primer enfrontament de la Guerra d'Independència d'Irlanda.

## Antecedents
En les eleccions generals de desembre de 1918, el Sinn Féin va aconseguir la victòria a Irlanda, guanyant 73 dels 105 escons (25 dels quals no tenien competidor) al Parlament del Regne Unit. No obstant, en el seu manifest electoral el partit havia avisat que, en cas de victòria, establiria un govern independent a Irlanda, en lloc d'assistir a les sessions a Londres. En una reunió a Dublín celebrada el 21 de gener de 1919, el Sinn Féin va establir un parlament independent anomenat Dáil Éireann, a més de declarar la independència del Regne Unit de la Gran Bretanya i Irlanda.
Aquell mateix dia, es va dur a terme una emboscada, perpetrada per membres dels Voluntaris Irlandesos de la Tercera Brigada de Tipperary: Seán Treacy, Dan Breen, Seán Hogan, Séamus Robinson, Tadhg Crowe, Patrick McCormack, Patrick O'Dwyer, Michael Ryan i Seán O'Meara (els dos darrers essent ciclistes assistents). Robinson (que també havia participat en l'Alçament de Pasqua) era l'organitzador, mentre que Treacy (membre de la Germandat Republicana Irlandesa des del 1911) era l'expert en logística. L'acció no havia estat prèviament autoritzada pel Dáil, actuant la unitat per pròpia iniciativa.

## Emboscada
La planificació de l'atemptat es va realitzar en una petita cabanya situada a Greenane. Treacy, Breen i Hogan havien estat fent experiments amb explosius allí, ideant maneres per atacar el Royal Irish Constabulary. Treacy volia començar les hostilitats, creient que una confrontació militar amb el RIC i les autoritats britàniques era l'únic mètoda possible per establir la República que Irlanda ja havia proclamat el 1916 i votat el 1918.
El desembre de 1918 van rebre informació que estava planificat el trasllat d'un carregament de gelignita de les barraques de Tipperary a la guarnició de Soloheadbeg. Així, van començar a planejar com interceptar el transport. Lars Breen, germà de Dan, que treballava a la guarnició, va descobrir que el trasllat es realitzaria el 16 de gener de 1919. Els voluntaris van suposar que la protecció del carregament seria d'entre 2 i 6 homes armats, començant així una discussió sobre les possibles contingències a què s'haurien d'enfrontar, tals com quina seria la resposta si els membres del RIC es negaven a rendir-se, decidint que, en aquest cas, obririen foc contra els policies.
Robinson, que havia tornat a l'àrea de la Brigada després del seu alliberament de la presó, va rebre una carta de Treacy, on aquest li explicava els plans per apropiar-se de la gelignita. Robinson es va mostrar favorable al pla, acordant amb Treacy que no demanarien permís als seus superior. Si ho haguessin fet, s'haurien vist obligats a esperar una resposta i, fins i tot en el cas que aquesta fos positiva, podria arribar quan els explosius ja haguessin estat traslladats.
Cada dia, entre el 16 i el 21 de gener, els homes seleccionats per realitzar l'acció van prendre les seves posicions des de primera hora del matí fins darrera hora de la tarda, retirant-se aleshores per passar la nit a la petita cabanya. El 21 de gener, cap al migdia, Patrick O'Dwyer va comprovar com el comboi abandonava les barraques. El carregament es trobava en un carruatge tirat per cavalls, dirigit per dos funcionaris i escoltat per dos homes armats del RIC. O'Dwyer va pedalejar depressa cap al lloc de l'emboscada per alertar als homes que allí esperaven, anunciant-los les característiques del transport. Robinson i O'Dwyer es van amagar a 30 metres de l'emboscada principal, formada per 6 homes, en cas que el comboi aconseguís superar-los.
Quan el comboi va arribar a la posició delimitada, se'ls va demanar que es rendissin mentre apareixien homes armats i emmascarats. Els dos membres del RIC van adoptar posicions de foc, fet que va provocar que els voluntaris iniciessin el tiroteig, provocant la mort dels dos agents del RIC, Patrick MacDonnell i James O'Connell. Tal com estava planificat, Hogan, Breen i Treacy van fer-se càrrec del cavall i el carro amb els explosius, abandonant la posició. Posteriorment van amagar els explosius en un camp a Greenane, a més de llençar uns quants pals a la carretera, una mica més endavant, per enganyar possibles perseguidors. Aquests explosius, després, serien traslladats a diversos llocs diferents, fins que finalment serien repartits entre els diversos batallons de la brigada. Tadhg Crowe i Patrick O'Dwyer van agafar les armes i la munició dels policies morts, mentre que Robinson, McCormack i Ryan van prendre els dos funcionaris, alliberant-los només quan el transport amb la gelignita era prou lluny.

## Conseqüències

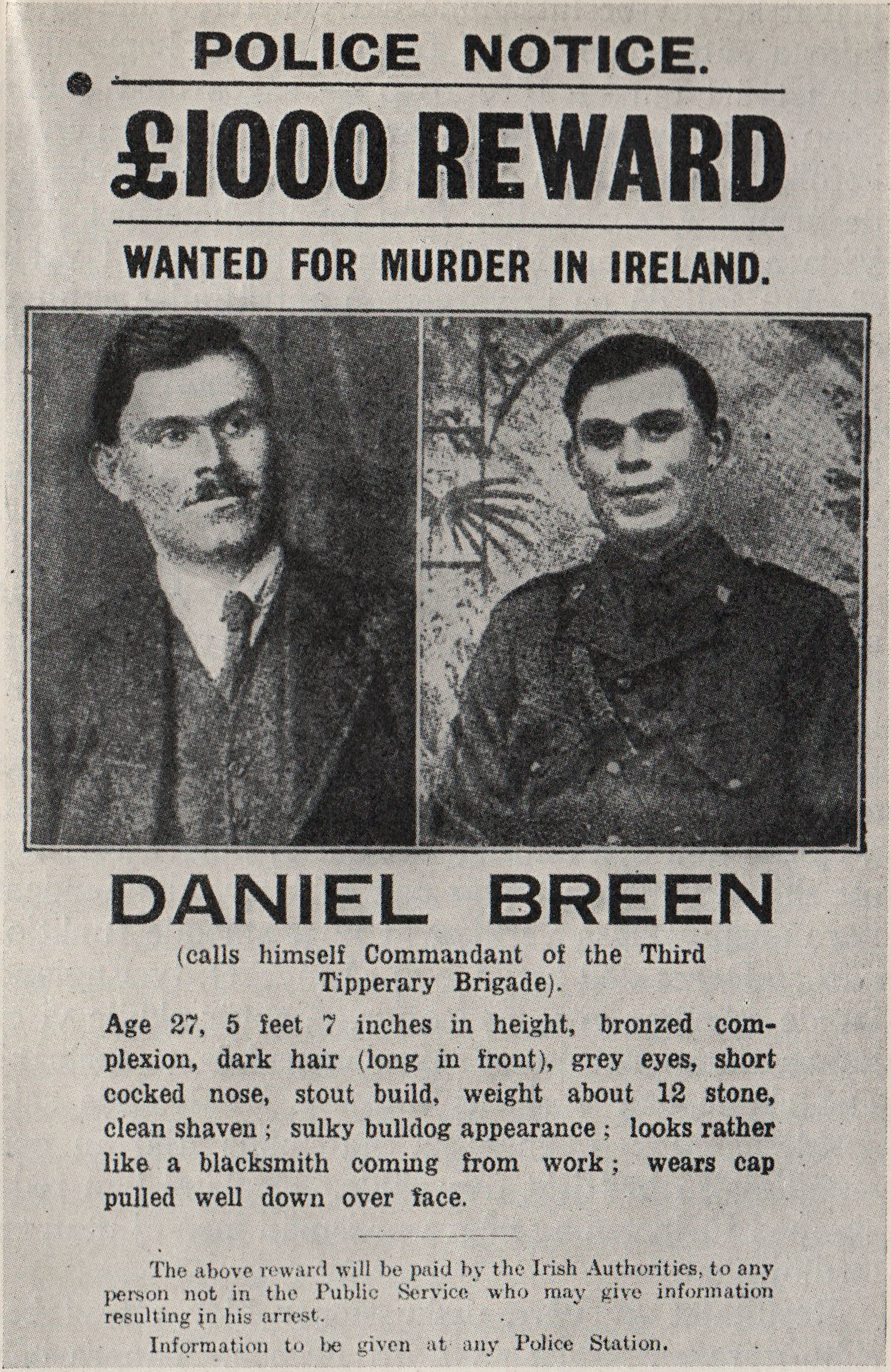
Cartell d'"es busca" de Dan Breen.

Aquesta escaramussa és considerada com l'inici de la Guerra d'Independència d'Irlanda. El govern britànic va declarar South Tipperary una Àrea Militar Especial, sota la Llei de Defensa del Reialme, dos dies més tard.
Poc més tard es va produir una reunió de l'executiva dels Voluntaris Irlandesos. El 31 de gener, An t-Óglach (la publicació oficial dels Voluntaris) va dir que la formació del Dáil Éireann "justifica que els Voluntaris Irlandesos tractin a les forces armades com enemics - siguin soldats o policies - exactament com qualsevol Exèrcit Nacional tractaria als membres d'un exèrcit invasor".
Els membres de l'Església Catòlica van condemnar l'atac, ja que els dos policies assassinats eren membres d'aquesta religió. Arthur, Canon Ryan, de Tipperary, va declarar que eren "màrtirs al servei", i que la "maledicció de Caín" estava sobre la parròquia.

### Commemoració
Es va erigir un monument al lloc de l'emboscada, celebrant-se una cerimònia a la seva memòria cada any.